# Acconciature nell'antica Roma
Il romano medio sino al V secolo a.C. non dedicava particolare cura alle acconciature e usava portare i capelli sciolti: gli incompti capilli (i capelli non pettinati).

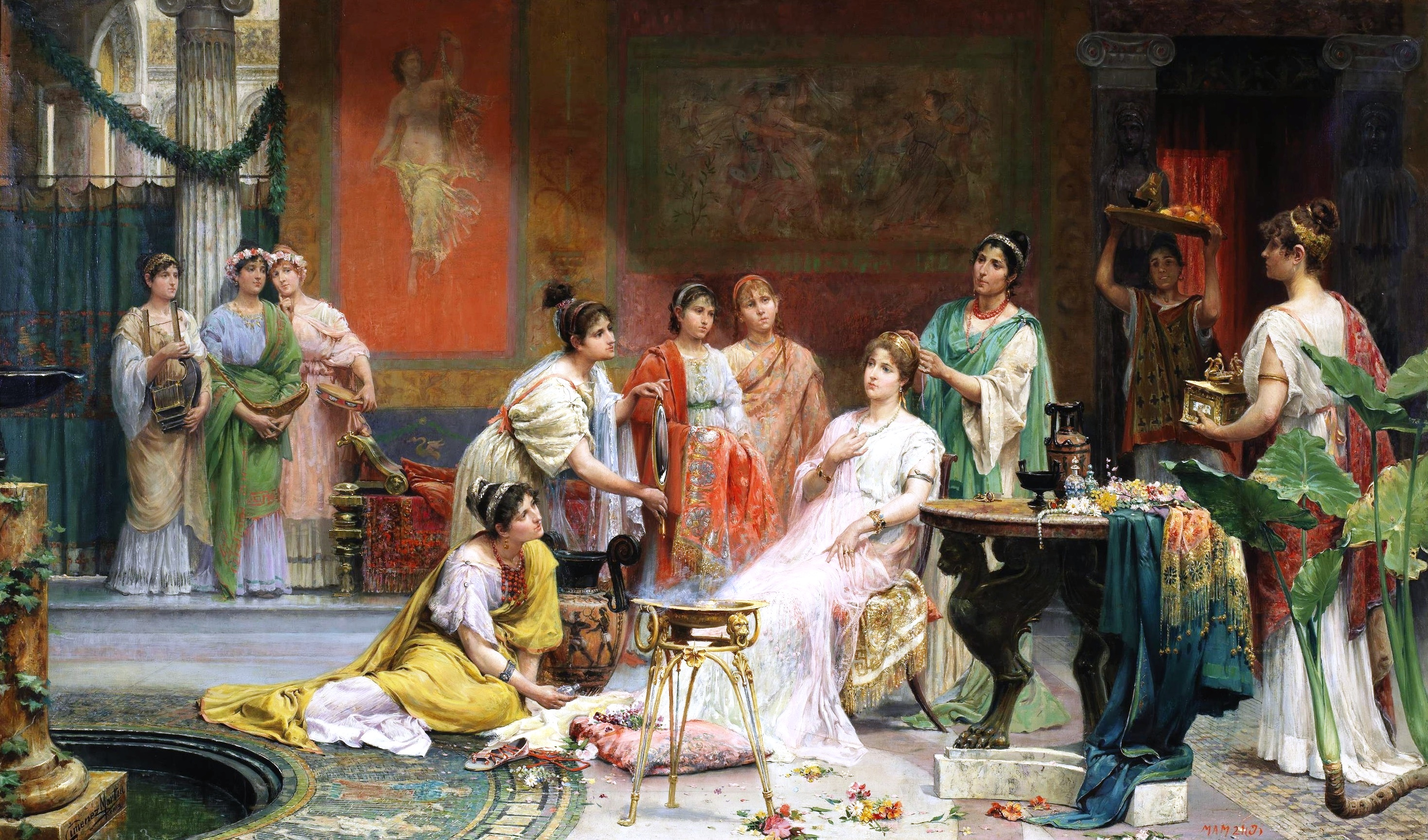
Vita quotidiana nell'antica Roma, con una matrona romana intenta a farsi acconciare i capelli da una schiava (dipinto di Juan Giménez Martín)

Quando forse nel 300 a.C. fu aperta a Roma la prima bottega di barbiere, i romani cominciarono a frequentarla per tenere a posto i capelli con un taglio semplice e corto.
I rimproveri che infatti Seneca rivolgeva a «questi giovani bellimbusti con barba e capelli luccicanti d'olio, che sembravano sempre appena usciti da un salotto alla moda...» che chiedevano consigli al tonsor «su ogni singolo capello» riguardavano una minoranza dei romani; la gran parte non aveva da sprecare né tempo né denaro per queste mode che venivano giudicate anche poco virili come insegnava Ovidio nella sua ars amatoria

## Acconciatura maschile
(Marziale, X, 83)

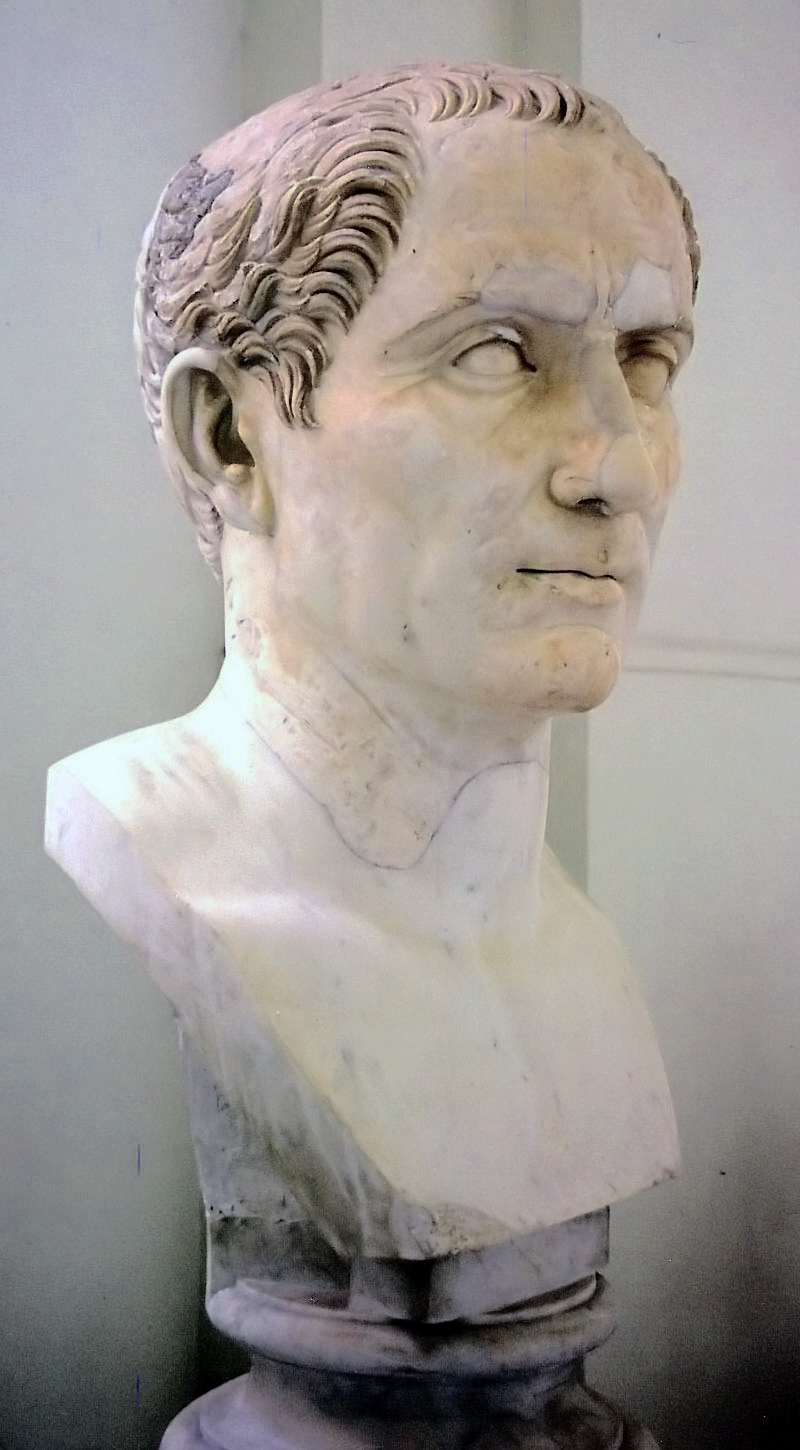
Cesare con il volto glabro e i capelli acconciati in modo da nascondere l'incipiente calvizie

La cura della persona era affidata al tonsor, il barbiere, privato e costoso per i più ricchi, o pubblico che nella sua bottega o all'aperto in strada, tagliava capelli e sistemava barbe.
Nel II secolo d.C. l'esigenza per i più raffinati di recarsi più volte al giorno dal barbiere, che era anche parrucchiere, fa sì che le loro botteghe diventino luogo d'incontro per oziosi, secondo alcuni:
secondo altri, invece, la moltitudine che s'incontra nella tonsorina, dall'alba sino all'ora ottava, ne fa un luogo d'incontro, di pettegolezzi, di scambio di notizie, un vero variegato salotto di varia umanità, tanto che diversi pittori, dal secolo di Augusto in poi, ne fanno oggetto dei loro quadri come già avevano fatto gli Alessandrini.
Per questo loro indefessa attività rimuneratrice sempre più richiesta, diversi tonsores si arricchirono e divennero rispettabili cavalieri o proprietari terrieri come Marziale nei suoi Epigrammi o Giovenale nelle sue Satire spesso riferiscono, ironizzando sugli ex-barbieri arricchiti.
La bottega del tonsor è così organizzata: tutt'intorno alle pareti gira una panca dove siedono i clienti in attesa del loro turno, alle pareti sono appesi degli specchi sui quali i passanti controllano la propria condizione "pilifera", al centro uno sgabello su cui siede il cliente da riordinare, coperto da una salvietta, grande o piccola, oppure da un camice (involucrum).

### L'acconciatura di Augusto
|  |  |

Nella bottega si affannano il tonsor e i suoi aiutanti (circitores) per tagliare o sistemare i capelli secondo la moda che in genere è quella dettata dall'imperatore in carica. Le acconciature degli imperatori da Traiano in poi, almeno così come risulta dalle monete, fatta eccezione per Nerone, che dedicava particolare attenzione alla chioma, in genere seguivano quella dell'imperatore Augusto che non amava perdere troppo tempo ad acconciarsi con capelli troppo lunghi o riccioluti.
(Svetonio, Augustus, 79.)
In realtà l'acconciatura dei capelli di Augusto rispondeva anche a criteri di arte politica che l'imperatore per primo curò in modo particolare conscio dell'importanza politica della sua rappresentazione visiva presso i sudditi dell'Impero. Nel ritratto di Ottaviano (risalente al periodo tra il 35 e il 30 a.C.), una testa ai Musei Capitolini a Roma che ritrae l'Imperatore Augusto in giovane età, quando era ancora solo Ottaviano e non aveva i titoli imperiali, quando cioè era ancora preso dalla lotta per la vendetta di Cesare e la conquista della supremazia politica senza esclusione di colpi, viene rappresentato con i capelli trattati a ciocche mosse agitatamente e la celebre ciocca "a tenaglia" è seminascosta sulla fronte tra il movimento delle altre. Ottaviano è infatti all'inizio della sua evoluzione politica quando cioè vuole rappresentare l'accordo politico con la parte popolare cesariana. Diversa l'acconciatura semplice e severa ispirata ai primitivi costumi romani, di quando ormai è imperatore gradito anche al partito dei senatori conservatori. Così appare nell'Augusto di via Labicana, un pontifex maximus con una aurea compostezza e con un'espressione di orgoglioso riserbo.

## Storia e descrizione
All'inizio del II secolo quindi i romani si accontentavano di una "sistematina" a base di qualche colpo di forbice (forfex) che di solito aveva delle lame unite da un perno al centro con degli anelli alla base: strumento non molto efficiente per un taglio uniforme, a giudicare dalle scalette che sfregiavano la capigliatura: così come nota Orazio, prendendo in giro se stesso:
Per evitare questo rischio i più ricercati preferiscono farsi arricciare i capelli come faceva l'imperatore Adriano e suo figlio Lucio Cesare e il figlio di questi Lucio Vero che sono rappresentati nelle loro effigi con capelli inanellati da abili tonsores che si servivano alla bisogna di un ferro (calamistrum) scaldato al fuoco. La moda divenne prevalente tra i giovani e anche tra uomini anziani che volevano servirsi dei riccioli per nascondere la pelata.
Non si contano le prese in giro dei poeti satirici romani nei confronti di quelli che si facevano tingere i capelli, profumare e che si facevano applicare finti nei (splenia lunata).

## Acconciatura femminile

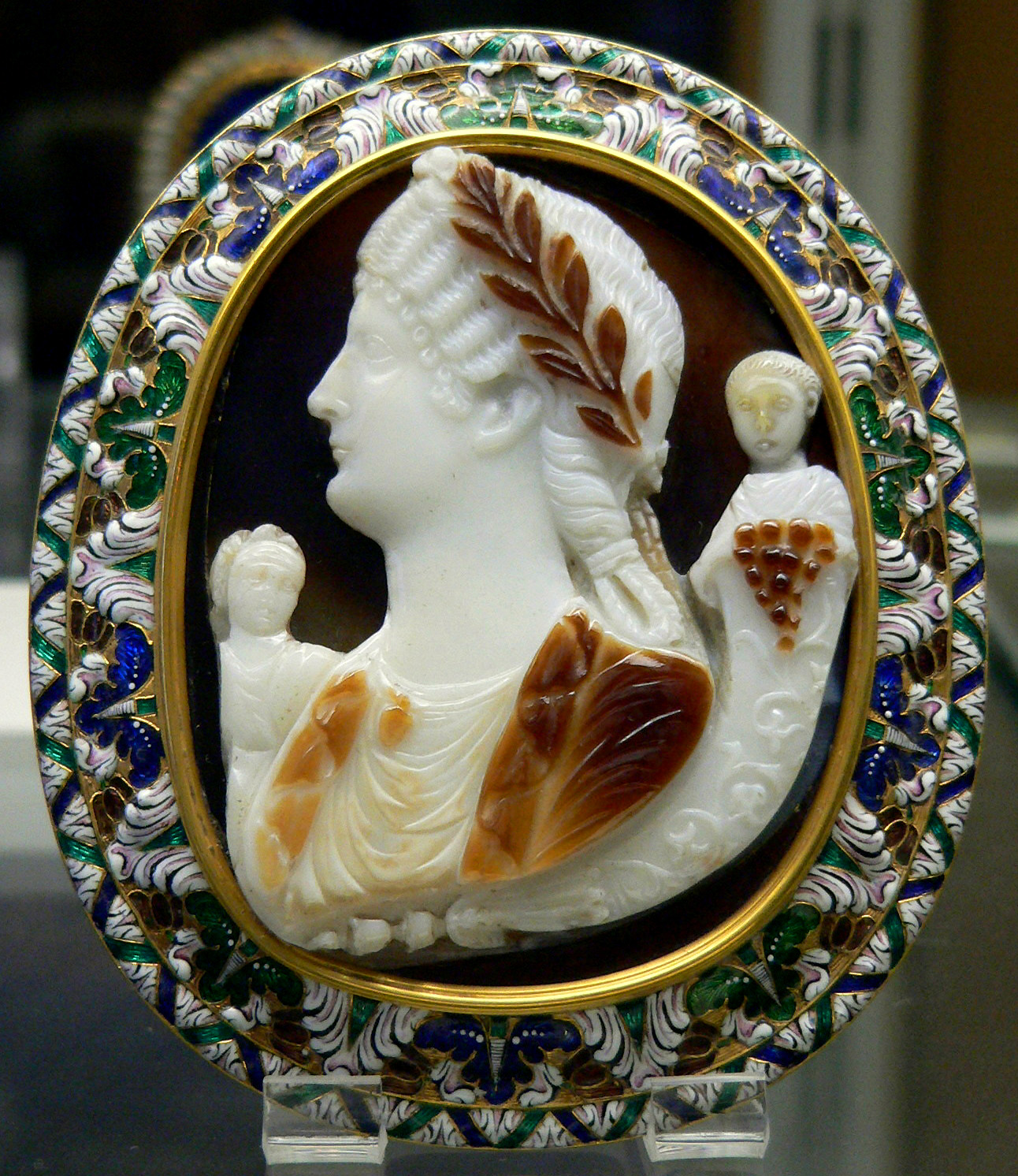
L'acconciatura a riccioli di Messalina

La signora aveva a sua disposizione per la sua toeletta catini, specchi di rame, d'argento o di vetro ricoperto di piombo e, se ricca, aveva addirittura una sua vasca da bagno (lavatio) potendo così fare a meno dei bagni pubblici. Poteva poi adornarsi con pettini, spille (fibulae), unguenti e gioielli.
L'uso di questi oggetti presupponeva aver soddisfatto la prima necessità della matrona che era quella dell'acconciatura dei capelli. Operazione questa molto complicata al tempo dell'impero. In epoca repubblicana la donna divideva semplicemente i capelli a metà con una scriminatura e poi li legava dietro la nuca oppure si faceva delle trecce raccolte in un cercine sulla fronte.
In tutta l'iconografia femminile al tempo dei Flavi le donne usano acconciare i capelli in complicatissimi riccioli e quando in seguito ci rinunciarono, prevalse la moda di lunghe trecce disposte come torri sulla sommità della testa che non potevano non essere oggetto della presa in giro di poeti come Giovenale che evidenzia il contrasto tra una signora di bassa statura che ostenta sulla testa un'acconciatura più alta di lei.
Le matrone condividevano con i loro mariti le lunghe sofferenze che essi sopportavano per farsi radere dai tonsores, ed esse per farsi acconciare dalle serve pettinatrici (ornatrices) che correvano il rischio, molto presente, di essere duramente punite se l'acconciatura non soddisfaceva la signora. Più fortunate quelle parrucchiere che rimediavano alla calvizie della padrona con posticci e parrucche, bionde o nere, come quelli di capelli veri fatti venire dall'India.

### Le tinture per capelli
Fin dai tempi della prima Repubblica le donne romane si tingevano i capelli «per rendere più attraente il loro aspetto» servendosi di solito della cenere del focolare che conferiva loro una chioma dai riflessi rossi.
Molto diffuso in età imperiale era invece l'henné (cypros) che veniva dall'Egitto: divenne anche di gran moda tingersi di biondo.
Le tinture provenivano dalle più lontane regioni dell'Impero specialmente dal Nord Europa (Germane herbae, Ov.Ars am., III, 163 sg.). Si usavano anche palle di sapone prodotte vicino a Wiesbaden (pilae Mattiacae, Mart., XIV, 26) o la spuma Battava proveniente dalle regioni degli odierni Paesi Bassi.
Plinio riferisce di una tintura rossa fatta di cenere e sego che veniva usata anche come sapone.
Le tonalità di colore usate arrivavano sino al colore azzurro, molto appariscente ma gradito dalle donne più spregiudicate.